# Arjun Kalyan
Arjun Kalyan (Chennai, 17 giugno 2002) è uno scacchista indiano.
Ottenne la prima norma di Grande Maestro in luglio 2018 nel festival di Biel, la seconda norma nell'open di Roquetas de Mar in gennaio 2019 e la terza e definitiva norma nello Spring Festival di Budapest in aprile 2019.
Dopo aver superato la soglia dei 2500 punti Elo, il titolo è stato ratificato dalla FIDE in giugno 2021.
Ha raggiunto il massimo rating FIDE in novembre 2021, con 2537 punti Elo.

## Carriera
Nel 2021 in dicembre è secondo con 7/9 nella "Vergani Cup December" di Cattolica, dietro al vincitore Bharath Subramaniyam.